# Erleger
Als Erleger wird im jagdlichen Brauchtum der Jäger bezeichnet, der ein Stück Wild rechtmäßig "erbeutet" hat. Er hat nach jagdlichem Brauch und teilweise auch nach gesetzlichen Regelungen das Recht auf die Trophäe und das Jägerrecht des von ihm selbst aufgebrochenen Tieres. Falls eine Abschussgebühr zu entrichten ist, hat er diese zu bezahlen.
Wenn bei einer Gesellschaftsjagd mehrere Schützen auf das gleiche Stück Wild geschossen haben, gelten nach deutschem Brauchtum allgemein folgende Regeln:
- Beim Kugelschuss (Schuss mit einem Projektil) ist der Schütze der Erleger, der den ersten Treffer erzielt hat, der zum Tod des Wildes geführt oder es so schwer verletzt hätte, dass dieses im Falle einer Nachsuche hätte erfolgreich zur Strecke gebracht werden können.
- Beim Schrotschuss (Schuss mit einer Schrotladung) ist der Schütze der Erleger, der den letzten Schuss auf das Wild abgegeben hat.

Im Zweifelsfall bestimmt der Jagdleiter den Erleger.
Teil des jagdlichen Brauchtums ist auch die Überreichung des Schützenbruchs an den Erleger sowie bei Gesellschaftsjagden die Ermittlung des Jagdkönigs anhand der erlegten Tiere.